# Portes des Bombes
Portes des Bombes (Maltees: Bieb il-Bombi, Italiaans: Porta delle Bombe vertaling: Bommenpoort), oorspronkelijk bekend als de Porta dei Cannoni (vertaling: kanonnenpoort) is een poortgebouw in Floriana, Malta. De naam van de poort is afkomstig van de mortieren die in het verleden naast de poort opgesteld stonden.

## Geschiedenis
In 1638 werd begonnen met het aanleggen van de Linies van Floriana om de stad Valletta beter te beschermen. Dit project stond onder de leiding van Pietro Paolo Floriani. In 1721 werd door de Fransman Charles François de Mondion de Portes des Bombes gebouwd in opdracht van grootmeester Ramón Perellós y Roccaful, wiens wapenschild nog op de poort te vinden is. Deze poort was aanvankelijk niet de belangrijkste toegangspoort tot Floriana, want dat was de Sint-Annapoort. De poort was aanvankelijk slechts een enkele poort die toegang gaf tot de eerste linie van fortificaties, de onderwal.
In 1868 werd de poort verbouwd onder de Britse gouverneur Patrick Grant die de noodzaak zag tot het toevoegen van een tweede doorgang aan de poort, vanwege het toegenomen verkeer. De aanpassing van de poort kostte 900 ponden. Op 17 augustus 1868 werd de tweede poort geïnaugureerd. In de twintigste eeuw werd de poort aangepast zodat er ook trams onder door konden.

## Galerij

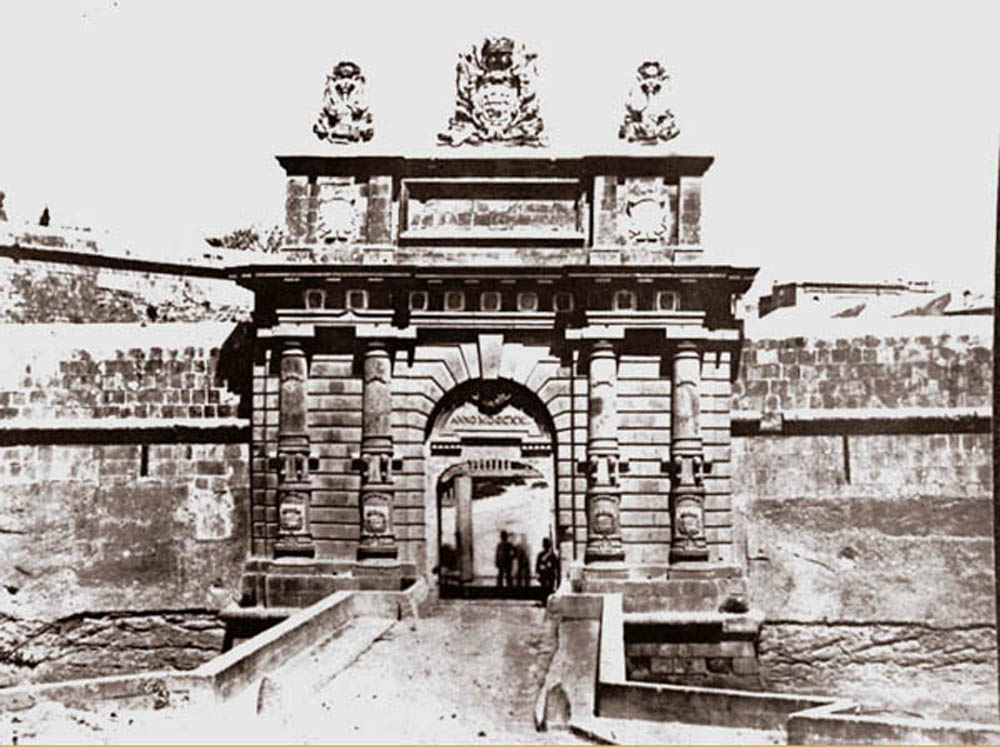
De poort rond 1860
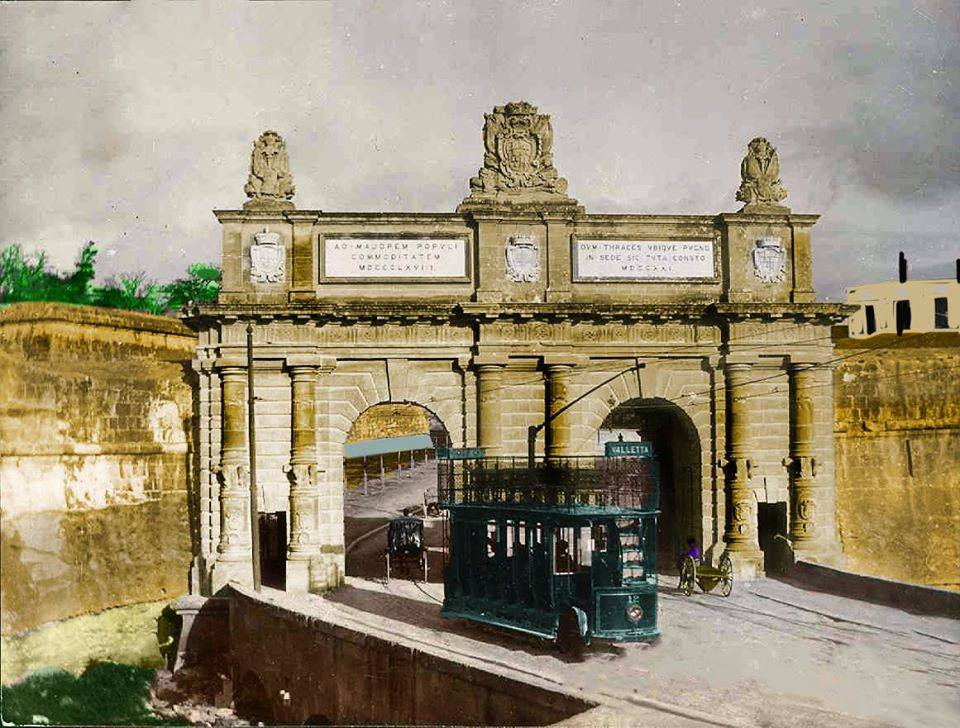
De poort met een tram
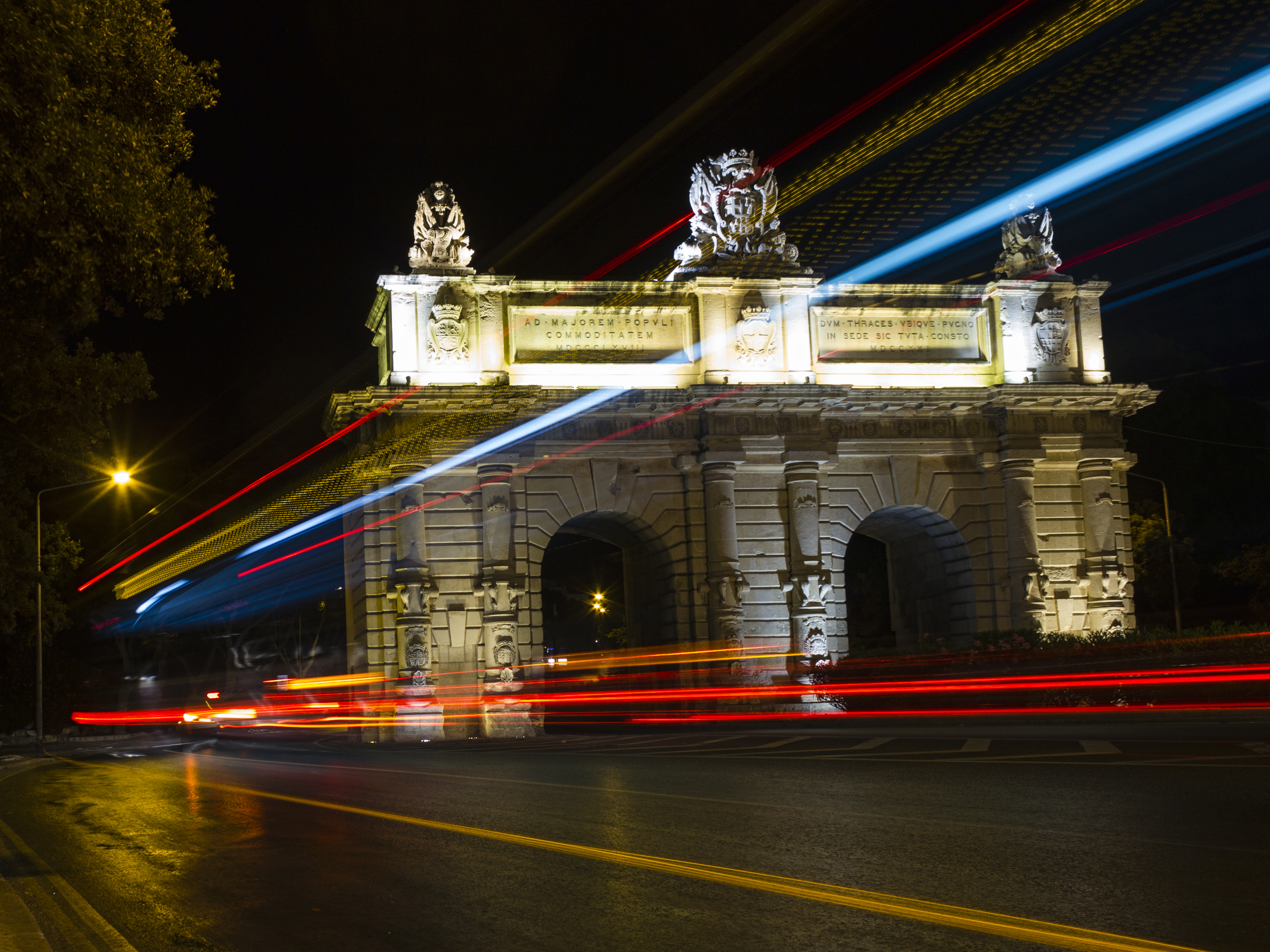
De Portes des Bombes in de nacht
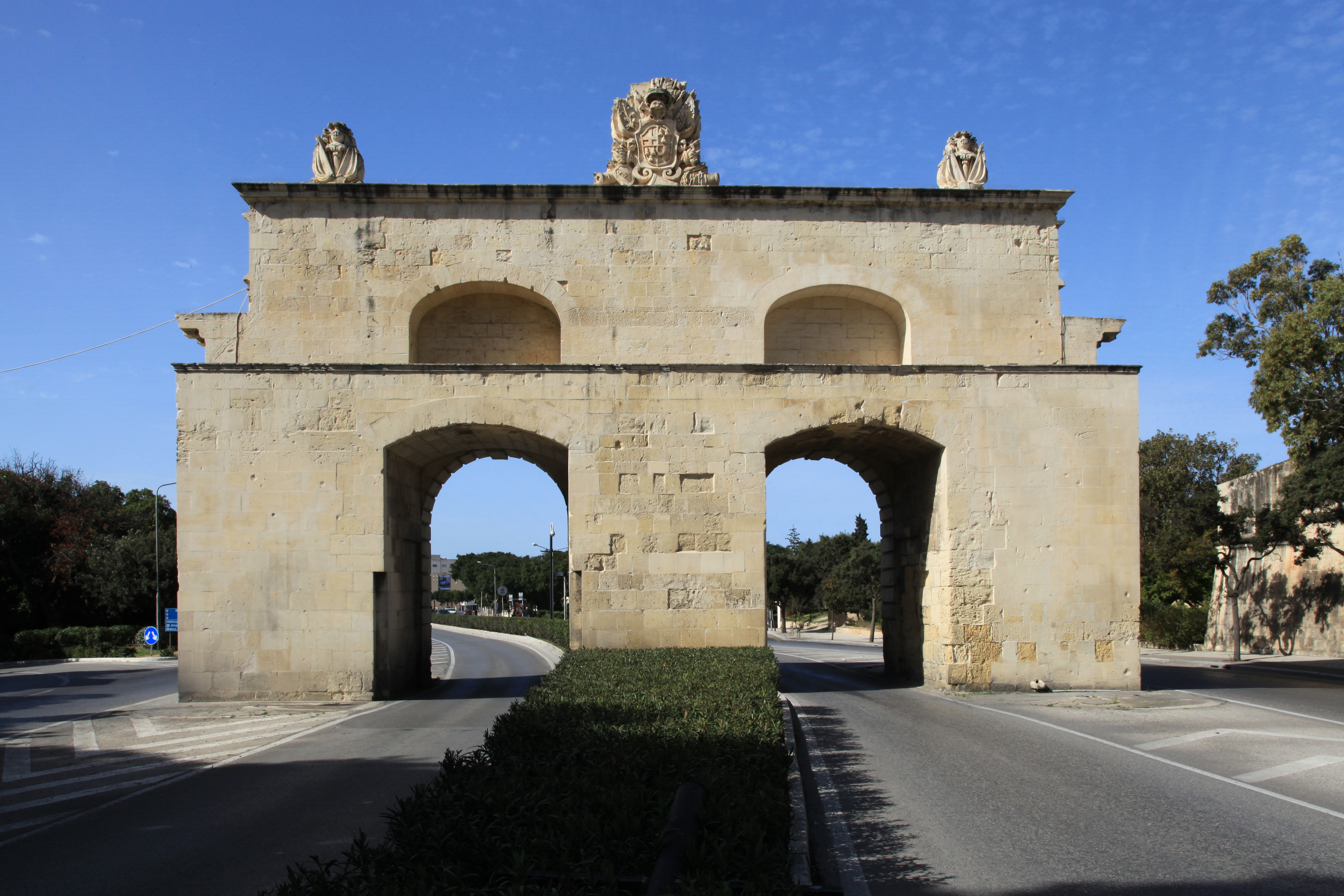
De achterkant van de poort